# Сальмерон, Николас
Дон Николас Сальмерон-и-Алонсо (исп. Nicolás Salmerón Alonso; 10 апреля 1838, Алама-де-Альмерия, Андалусия — 20 сентября 1908, По, Новая Аквитания, Франция) — испанский политический и государственный деятель, президент и глава исполнительной власти Первой Испанской республики в июле — сентябре 1873 года. Президент Генеральных кортесов Испании

## Биография

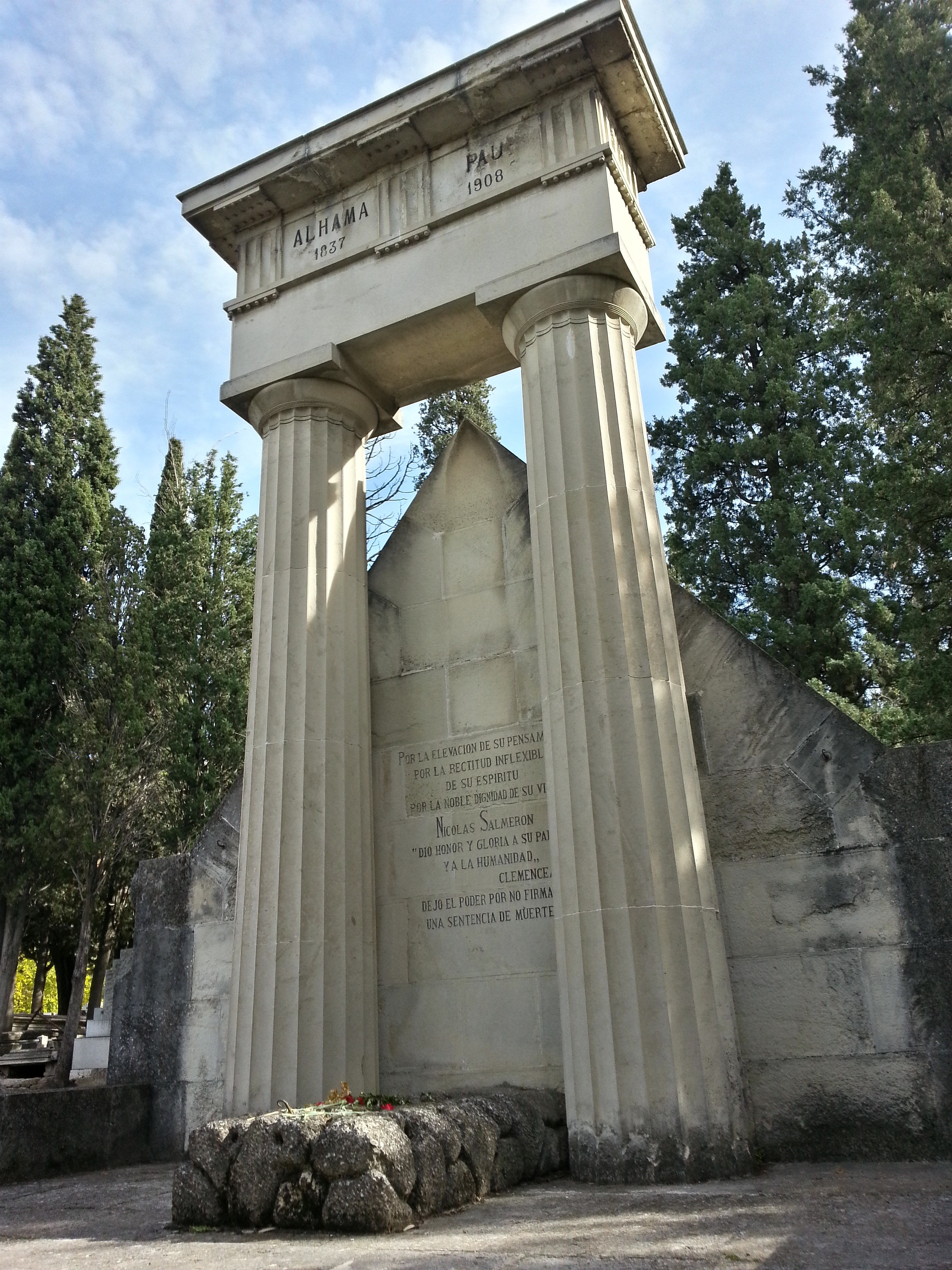
Пантеон Николаса Салмерона-и-Алонсо

Изучал право и философию в Гранаде, стал доцентом литературы и философии в Мадриде. Печатался в республиканских журналах, был редактором оппозиционной газеты La Discusión , сотрудничал с Эмилио Кастеларом в La Democracia. В 1865 году назначен одним из членов руководящего комитета Республиканской партии.
В 1868 году за свою политическую деятельность был взят под стражу и заключён в тюрьму, из которой освобожден Сентябрьской революцией.
Принадлежал к федеральным умеренным республиканцам, защищал необходимость находить компромисс с умеренными или консервативными группами и выступал за медленный переход к федеральной республике.
В 1871 году был избран в Генеральные кортесы Испании, где проявил себя как один из самых одаренных руководителей республиканской партии.
В феврале 1873 года после отречения короля Испании Амадея I, Салмерон стал министром юстиции в кабинете Фигераса. Сальмерон в качестве Министра был инициатором отмены смертной казни и выступал за независимость судебной власти.
В июле того же года был избран главой исполнительной власти Первой Испанской республики, сменив на посту Франсиско Пи-и-Маргаля.
Мягкая политика Сальмерона по отношению к инсургентам различных лагерей не находила сочувствия в кортесах. В сентябре кортесы приняли закон, предусматривавший смертную казнь за мятеж. Сальмерон, как безусловный противник смертной казни, счёл долгом немедленно уйти в отставку и уступил место Э. Кастелару, сам же был избран президентом Генеральных кортесов Испании.
В начале 1874 года находился во главе крайней республиканской оппозиции, свергнувшей Э. Кастелара. Когда 3 января 1874 года произошёл государственный переворот, направленный против испанской республики, ему пришлось бежать за границу. В 1876 году вернулся в Мадрид, где был назначен университетским профессором. Однако его взгляды на религиозные вопросы вскоре привели к столкновению с правительством. Сальмерон потерял место и должен был вновь эмигрировать. Из-за границы он некоторое время руководил вместе с М. Руисом Соррилья действиями республиканской партии в Испании, издавал газеты и прокламации. Будучи противником революционных вспышек и вообще сторонником, по его выражению, мирной «эволюции, а не революции», он разошёлся с более пылким Соррильей и вместе с тем отодвинулся на второй план.
Амнистированный в 1881 году, Сальмерон вновь занял место профессора в Мадриде и был избран в палату депутатов, где и оставался, с небольшими перерывами, до 1896 года, пользуясь репутацией одного из искреннейших республиканцев и лучших ораторов палаты, но крупной роли не играл.